# Lichtgevoelige cel

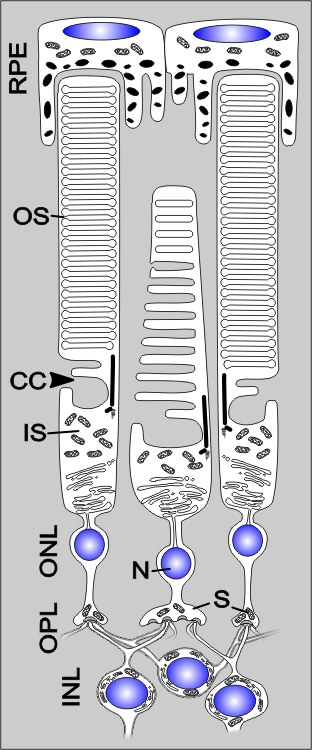
Schematische weergave van staafjes en kegeltjes in het netvlies

Een lichtgevoelige cel, fotoreceptorcel, of fotoreceptor is een speciaal type zenuwcel dat aanwezig is in het netvlies en in staat is om licht om te zetten in zenuwimpulsen.
De twee meest bekende fotoreceptoren zijn de staafjes en de kegeltjes. In de jaren 1990 werd een derde type ontdekt: de lichtgevoelige ganglioncellen. Deze cellen, waarvan eerder gedacht werd dat ze slechts signalen van staafjes en kegeltjes verzamelden en doorgaven, bleken ook een zekere lichtgevoeligheid te hebben. De rol van deze cellen is nog niet geheel duidelijk. Ze lijken meer van belang voor het detecteren van de lichtsterkte, en niet zozeer voor het vormen van een beeld. Over de rollen van de staafjes en kegeltjes is veel meer bekend. De kegeltjes zijn in staat om verschillende kleuren te herkennen, maar werken alleen goed bij relatief sterk licht. De staafjes zijn veel gevoeliger, maar zijn niet goed in het herkennen van kleuren. Nachtdieren zoals uilen en katten hebben relatief veel staafjes, vergeleken met bijvoorbeeld de mens. 

## Planten
Ook planten beschikken over lichtgevoelige cellen, ze gebruiken fytochroom om naar het licht toe te kunnen groeien en het reguleert hun biologische klok.